# Starojukiv (Zorea), Rivne
Starojukiv (în ucraineană Старожуків) este un sat în comuna Zorea din raionul Rivne, regiunea Rivne, Ucraina.

## Demografie
Componența lingvistică a localității Starojukiv
     Ucraineană (99,74%)
     Alte limbi (0,26%)
Conform recensământului din 2001, majoritatea populației localității Starojukiv era vorbitoare de ucraineană (99,74%), existând în minoritate și vorbitori de alte limbi.